# موش گوزنی برت
موش گوزنی برت (نام علمی: Peromyscus caniceps) نام یک گونه از سرده موش‌های آهویی است.